# Psicología analítica

Carl Gustav Jung en una entrevista en su casa de Küsnacht, 1955.

La psicología analítica (en alemán Analytische Psychologie), también conocida como psicología de los complejos, psicología compleja, psicología profunda y análisis junguiano, es un término acuñado en 1913 por el médico psiquiatra, psicólogo y ensayista suizo Carl Gustav Jung para describir la investigación de su nueva "ciencia empírica" de la psique. Fue designado para distinguirlo de las teorías psicoanalíticas del neurólogo vienés Sigmund Freud, ya que su colaboración durante siete años en el psicoanálisis finalizó entre 1912 y 1913. Representa por lo tanto la denominación oficial dada a su propio corpus teórico y clínico, y al de sus seguidores, distinguiéndose así del psicoanálisis freudiano, ante las discrepancias conceptuales existentes centradas fundamentalmente en las teorías de la libido, el incesto, la energía psíquica y la naturaleza del inconsciente. La evolución de su ciencia está contenida en su monumental Obra completa, elaborada a lo largo de sesenta años de su vida.
La historia de la psicología analítica está íntimamente ligada a la biografía de Jung. En sus inicios fue conocida como la "escuela de Zúrich", cuyos principales exponentes fueron Eugen Bleuler, Franz Riklin, Alphonse Maeder y Jung, todos ellos centrados en el hospital Burghölzli de Zúrich. Originalmente fue una teoría sobre los complejos psicológicos, hasta que Jung, al romper con Sigmund Freud, la convirtió en un método generalizado de investigación de los arquetipos y el inconsciente, así como en una psicoterapia especializada.
La psicología analítica, o "psicología compleja", del alemán: Komplexe Psychologie, es la base de muchos desarrollos en el estudio y práctica de la psicología así como de otras disciplinas. Jung tiene muchos seguidores y algunos de ellos son miembros de sociedades nacionales de todo el mundo. Colaboran profesionalmente a nivel internacional a través de la Asociación Internacional de Psicólogía Analítica (IAAP) y la Asociación Internacional de Estudios Junguianos (IAJS). Las proposiciones de Jung han dado lugar a una literatura multidisciplinar en numerosos idiomas.
Entre los conceptos ampliamente utilizados específicos de la psicología analítica se encuentran el ánima y el ánimus, los arquetipos, lo inconsciente colectivo, los complejos, la introversión y extraversión, la individuación, el sí-mismo, la sombra y la sincronicidad. El Indicador Myers-Briggs (MBTI) se basa en otra de las teorías de Jung sobre los tipos psicológicos. Una idea menos conocida fue la noción de Jung de lo psicoide para denotar un plano inmanente hipotético más allá de la consciencia, distinto de lo inconsciente colectivo, y lugar potencial de sincronicidad.
Se puede decir que las aproximadamente "tres escuelas" de psicología analítica posjunguiana actuales, la clásica, la arquetípica y la evolutiva, corresponden a los aspectos en desarrollo pero superpuestos de las exploraciones de toda la vida de Jung, aún habiendo expresado que no quería iniciar una escuela de "junguianos". (pp. 50–53) De ahí que procediendo Jung de una práctica clínica que estaba principalmente basada en la ciencia tradicional y empapada de filosofía racionalista, antropología y etnografía, su mente inquisitiva lo llevara simultáneamente a esferas más esotéricas como la alquimia, la astrología, el gnosticismo, la metafísica, el mito y lo paranormal, sin abandonar nunca su lealtad a la ciencia, como lo atestigua su larga colaboración con Wolfgang Pauli. Su amplia progresión sugiere a algunos comentaristas que, con el tiempo, su psicoterapia analítica, informada por su intuición e investigaciones teleológicas, se convirtió más en un "arte".
Los hallazgos del análisis junguiano y la aplicación de la psicología analítica a preocupaciones contemporáneas como las relaciones sociales y familiares, sueños y pesadillas, el equilibrio trabajo-vida, la arquitectura y la planificación urbana, política y economía, conflicto y guerra, y el cambio climático se ilustran en varias publicaciones y películas.

## Origen y contexto histórico

### Etapa psicoanalítica: Freud y Jung

Burghölzli.

Las investigaciones iniciadas por Jung sobre el inconsciente fueron emprendidas en la clínica psiquiátrica universitaria Burghölzli de Zúrich, dirigida entonces por Eugen Bleuler, y a la que accedería en noviembre de 1900. Este hecho hizo que conociese a Sigmund Freud y que de este modo entrase en contacto con el psicoanálisis, etapa que duraría desde 1906 hasta la Primera Guerra Mundial (1914). Es durante este período cuando el psicoanálisis inicia su organización y expansión internacional bajo la tutela de Jung, nombrado presidente de la Asociación Psicoanalítica Internacional en 1910, y ejemplificándose por el viaje en 1909 a los Estados Unidos con Freud y Sándor Ferenczi.

### Ruptura con Freud

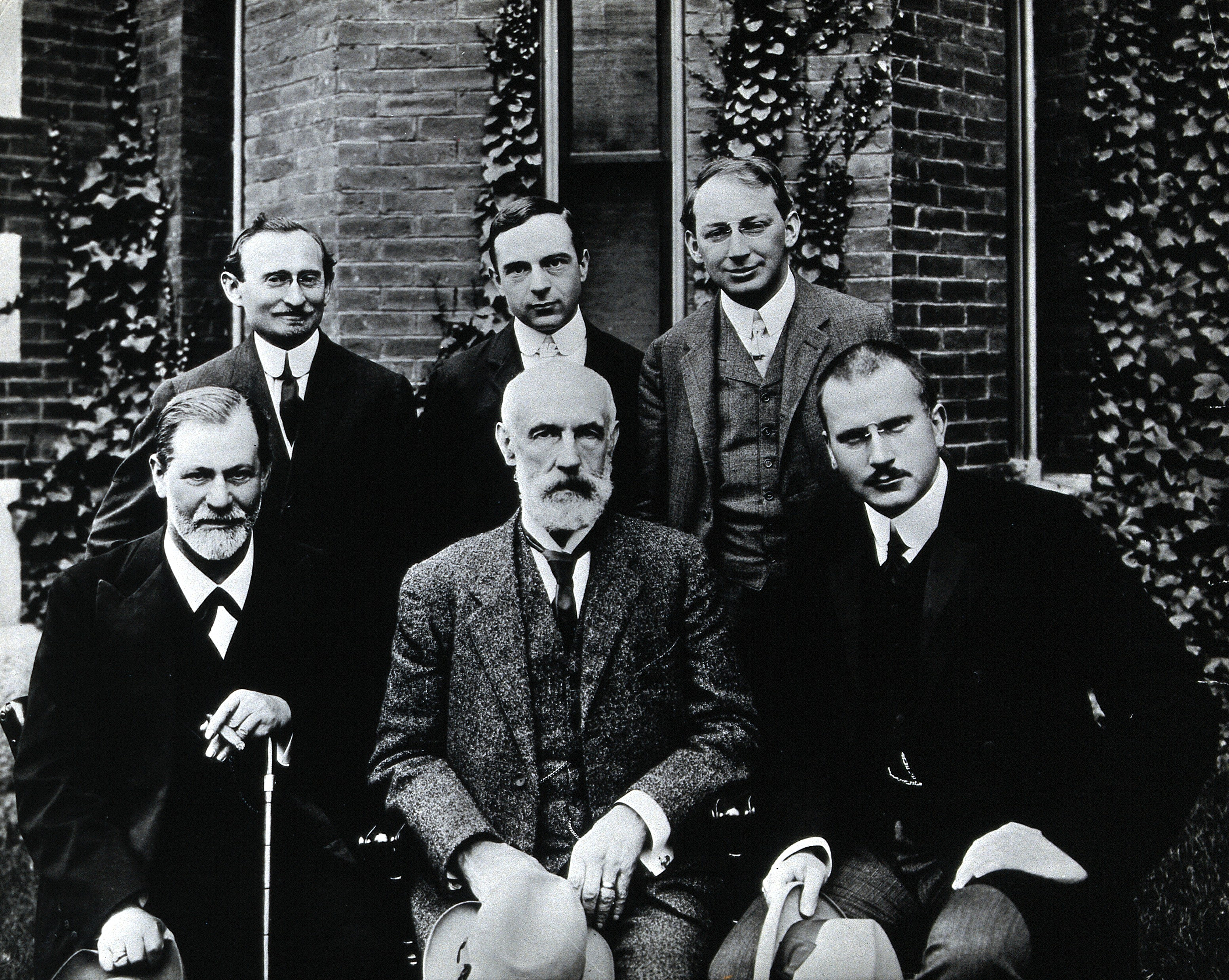
Sentados Sigmund Freud a la izquierda y Carl Gustav Jung a la derecha. Universidad Clark, 1909.

Serán dos de las obras de Jung las que recojan las diferencias progresivas que se irán suscitando respecto de quien en su momento le nombrara su sucesor y heredero:
1. Razones personales y conceptuales, expresión estas últimas de sus desavenencias científicas respecto a la temática del incesto y la noción de libido, serán desplegadas a lo largo de la obra Transformaciones y símbolos de la libido (1911-1912), reelaborándose en 1952 bajo el título Símbolos de transformación.[23]
2. Crítica de la concepción freudiana como reduccionista a través de la obra Ensayo de exposición de la teoría psicoanalítica (1913/1955), constituyéndose en el desencadenante final de la ruptura a instancias de Freud.[24]

La siguiente cita de Nietzsche dirigida por Jung a Freud permite entrever el posicionamiento personal que este estableció respecto del fundador del psicoanálisis:

Se recompensa mal a un maestro si se permanece siempre discípulo. ¿Y por qué no vais a deshojar vosotros mi corona? Vosotros me veneráis: ¿pero qué ocurriría si un día vuestra veneración se derrumba? ¡Cuidad de que no os aplaste una estatua! No os habiais buscado aún a vosotros: entonces me encontrasteis. Así hacen todos los creyentes: por eso vale tan poco toda fe. Ahora os ordeno que me perdáis a mí y que os encontréis a vosotros; y solo cuando todos hayáis renegado de mí, volveré entre vosotros.
Nietzsche, Así habló Zaratustra, cita hecha por Jung a Freud, 1912.

#### Importancia del presente
Inicialmente Jung postularía la influencia existente de los factores contemporáneos en el desarrollo de la esquizofrenia, se producirían algunos cambios físicos que explicarían también el desarrollo de esta enfermedad, con lo cual relativiza ya de entrada la preeminencia de los factores históricos en la fundamentación freudiana. Y aun cuando Freud no disentía en esta peculiaridad sí que lo haría en términos generales, dada la focalización de Jung en resaltar, respecto del campo de estudio de las neurosis, el presente en detrimento del pasado.

#### Las potencialidades del hombre
Jung no solamente señalaba la importancia del presente, sino que a su vez requería atención en las potencialidades del hombre, con lo que a su interés por la contemporaneidad se aunaba también su necesidad de comprender el futuro. No se trataba tanto de disentir como de completar un cuadro de estudio a todas luces insuficiente y unilateral, huyendo en definitiva de toda tendencia mecanicista y reduccionista. Tan importante es la historia personal como las metas e intenciones de un individuo. De ello se deduce que el ser humano en Jung, a diferencia del de Freud, tienda más hacia la creatividad, sea menos pasivo ante los condicionamientos infantiles y/o ambientales, y se le considere más optimista. Aunque también Freud exhortaba a Jung sus vanos intentos en la búsqueda de lo espiritual y en tratar de imprimir a su psicología un carácter sacerdotal.

#### Élan vital y libido
Para Jung, el concepto de libido definiría una energía vital de carácter general que adoptaría la forma más importante para el organismo en cada momento de su evolución biológica (alimentación, eliminación, sexo), alejándose por tanto de la conceptualización freudiana acerca de una energía predominantemente sexual concentrada en diferentes zonas corporales a lo largo del desarrollo psicosexual del individuo.

##### Revisión de la conflictiva edípica

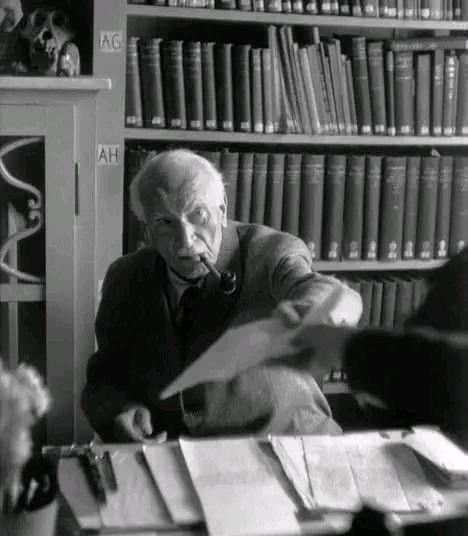
Jung en su biblioteca de Küsnacht.

Dicha modificación en los pilares de la teorización analítica dio como resultado, al igual que con otros disidentes de la ortodoxia freudiana, una revisión y reinterpretación de lo contemplado hasta ese momento. De este modo, el conflicto edípico dejaría de sustentarse en la sexualidad y adquiriría otra fundamentación. Si para Freud, en la antesala de la reactividad del niño respecto de sus figuras parentales reside una sexualidad poliédrica, para Jung, el artífice central de la obra es un Élan vital, una figura neutra y difuminada entre bambalinas, que encubiertamente va tiñendo todas y cada una de las manifestaciones progresivas del escenario de la vida. Así, si inicialmente las funciones nutritivas orquestan la actitud del niño hacia la madre, será posteriormente, al ser presentado en sociedad el principado de la sexualidad, cuando dichas funciones se recubran y combinen con sentimientos sexuales. Combinadas con estos sentimientos existirían además «ciertas predisposiciones primitivas e inconscientes» que modularían la percepción maternal del infante, a modo de apercepciones o categorías kantianas. Sería la predisposición del arquetipo, en este caso el de la madre, nacido de lo inconsciente colectivo del niño, y en interacción con las circunstancias de lo fáctico, quien generaría lo real y no viceversa.

#### Energía psíquica
Respecto de su conceptualización de la energía psíquica creía que ésta era tanto o más indestructible que la energía física. Postulaba que toda energía invertida en una función psíquica provocará su disminución paulatina en favor del incremento de su disponibilidad para cualquier otra función. Toda desaparición energética en un sistema psíquico conllevaría por tanto su reaparición en algún otro. Esta afirmación es muy semejante a los postulados energéticos freudianos, como queda patente en la teoría de la sublimación donde la sexualidad es redirigida hacia la creatividad artística.
Por otra parte, Jung no creía en la constancia de la cuantía energética disponible. Siempre existe un intercambio con el mundo exterior que impide alcanzar por completo un estado de equilibrio, o como mínimo, un equilibrio persistente en el tiempo. Se podría contemplar más adecuadamente el funcionamiento de la energía psíquica como formando parte de un sistema dinámico y funcional donde lo único que sería constante es el intercambio energético entre sistemas o estructuras psíquicas, tendiendo siempre la direccionalidad de dicho movimiento desde los puntos más elevados de energía hacia los más bajos, es decir, y retomando a Freud, desde un sistema catectizado libidinalmente hacia otro que no lo está.
Resumiendo se podrían mencionar las siguientes concepciones desde el marco de una psique como sistema dinámico y energético, donde la energía psíquica o libido estaría primada por dos principios: la autorregulación y la compensación:
1. La existencia de una psiquis dinámica como sistema autorregulador atravesado por la libido, en parte regresiva, en parte progresiva, y en movilidad constante. La cuota de dicha energía es constante, pero su distribución variable, pudiéndose transformar, trasladar y manifestarse bajo nuevas y diferentes formas de expresión.
2. Dicha psiquis es definida como un sistema de estructura llena de contrastes. La vida psíquica consiste en el resultado final de un interjuego de pulsaciones diversas, diferentes y opuestas, resumidas en dos grupos: impulsos biológicos, o naturaleza, e impulsos espirituales, o espíritu. Existiría por tanto una contraposición de pares de opuestos dentro de una polarización mutuamente interdependiente. Si esto es así, el bienestar psíquico procede de la correcta tensión y relación de los mismos.
3. La psique se definiría también como un organismo unitario donde las partes individuales se interrelacionan y determinan por medio de una relación complementaria y compensatoria orientada a la Unidad.
4. Introducir finalmente el concepto de lo inconsciente colectivo y sus arquetipos, destacándose el individuo de su aislamiento y reconociéndose parte de una unidad mayor cuyo volumen y profundidad lo superan.[31]

### Surgimiento y elaboración de la psicología analítica

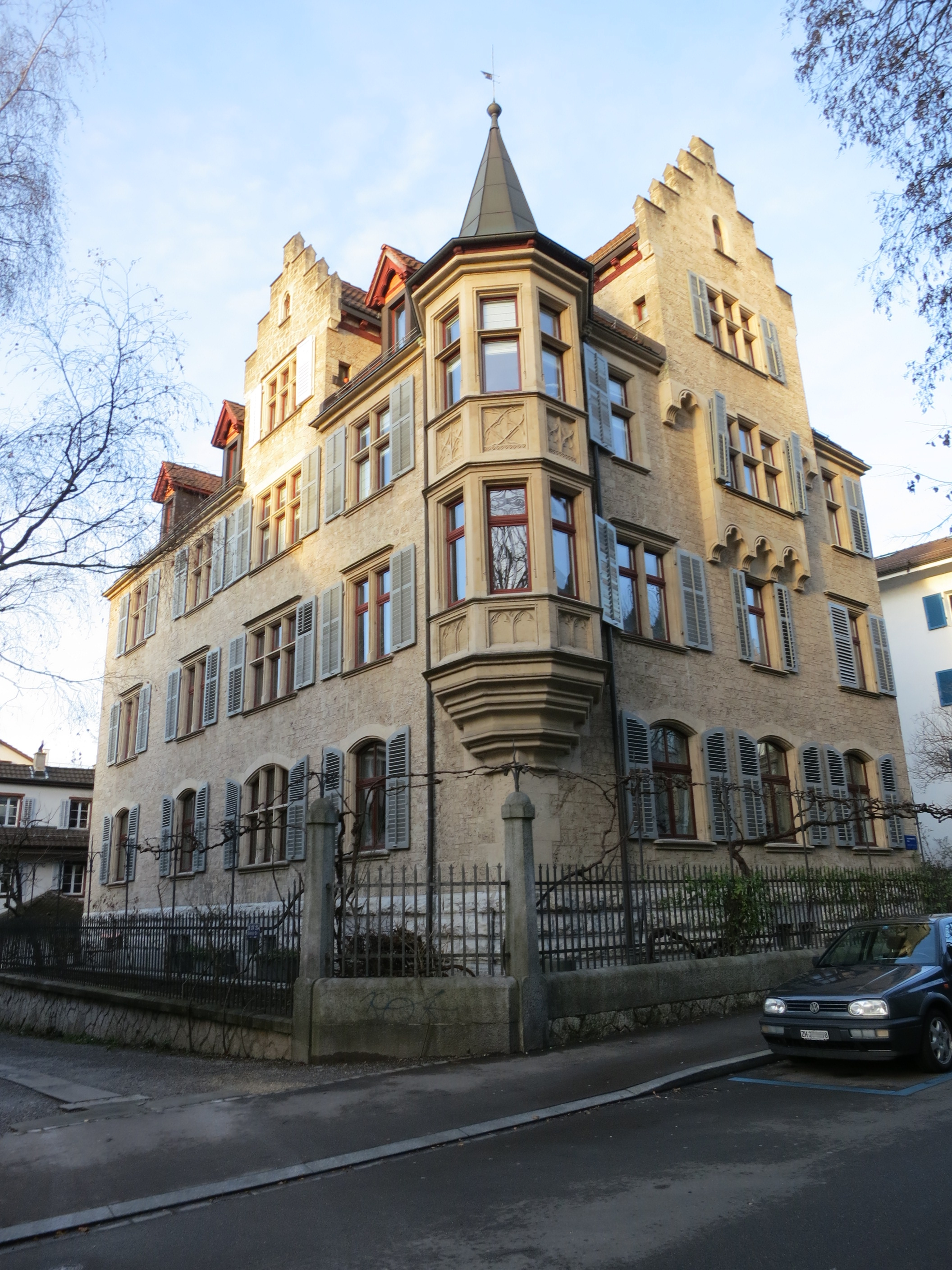
Club Psicológico de Zúrich. Gemeindestrasse 27, Zúrich.

Tras la depresión mutua ocasionada por su ruptura, Jung irá levantando el edificio conceptual de la psicología analítica, en primer lugar con la elaboración de una caracteriología, Tipos psicológicos (1921/1960).
Esta parte de su obra irá desde la inauguración del Club Psicológico de Zúrich (1916) hasta los años 30. En ella se inscriben sus obras Dos escritos sobre psicología analítica que recoge Las relaciones entre el yo y lo inconsciente (1928), primera presentación acabada de la psicología analítica; La dinámica de lo inconsciente (1952), conjunto de sus textos teóricos fundamentales; Sobre el fenómeno del espíritu en el arte y en la ciencia; La práctica de la psicoterapia y Sobre el desarrollo de la personalidad.

## Fundamentos teóricos en psicología analítica
Para exponer los conceptos fundamentales que articulan la teorización junguiana y, con ellos, la psicología analítica, hay que distinguir entre estructuras psíquicas, actitudes y funciones.

### Estructuras psíquicas
La psique junguiana, al igual que en el modelo freudiano, se ve estructurada por toda una serie de sistemas en constante interacción. Sin embargo, a diferencia del fundador del psicoanálisis, nos hallamos ante integrantes psíquicos distintos y una funcionalidad y dinamismo divergentes.

#### Consciencia y Yo
Iniciando la revisión desde la consciencia y finalizando en los estratos más profundos de la psique, hallamos en primera instancia el Yo, centro nuclear de nuestra consciencia, constituyendo realmente un complejo más de los que integran el inconsciente personal pero que ha devenido consciente y rector de nuestra individualidad. El Yo de Jung equivale al componente consciente del Yo freudiano.

#### Inconsciente personal
En sucesión al Yo hace acto de presencia el inconsciente personal conteniendo únicamente información derivada de las experiencias personales del individuo. Recibe por tanto todo aquel material reprimido por el Yo, pudiendo invertirse la direccionalidad de tal modo que dicho contenido sea accesible a la consciencia. El inconsciente personal equivaldría a la suma del preconsciente e inconsciente freudianos.
- Complejos

Formando parte del inconsciente personal residirían los complejos. Un complejo se definiría como aquel conjunto de conceptos o imágenes cargadas emocionalmente que actúa como una personalidad autónoma «escindida». En su núcleo se encuentra un arquetipo revestido emocionalmente.

#### Inconsciente colectivo
Y finalmente, en lo más profundo de la psique humana hallaríamos lo inconsciente colectivo, y con ello, el último elemento de discrepancia con respecto a la conflictiva freudiana. Queda patente que mientras el modelo de inconsciente freudiano queda delimitado por lo personal, Jung amplia sus cauces «ad infinitum».
Así como el elemento estructural que componía el inconsciente personal era el complejo, en el caso de lo inconsciente colectivo lo será el arquetipo.
En esta región se encuentra dispuesta en forma de símbolos y predisposiciones toda aquella información heredada filogenéticamente como resultado de las experiencias universales acaecidas en el transcurso de la evolución.
Los arquetipos serían por tanto predisposiciones universales para percibir, actuar, o pensar de una cierta manera.
- Arquetipos

De la amplia gama de arquetipos existentes, como pueden ser el nacimiento, la muerte, el héroe, el puer aeternus, dios, el senex, cinco son los que han alcanzado un desarrollo superior al de cualquier otro:

##### Persona

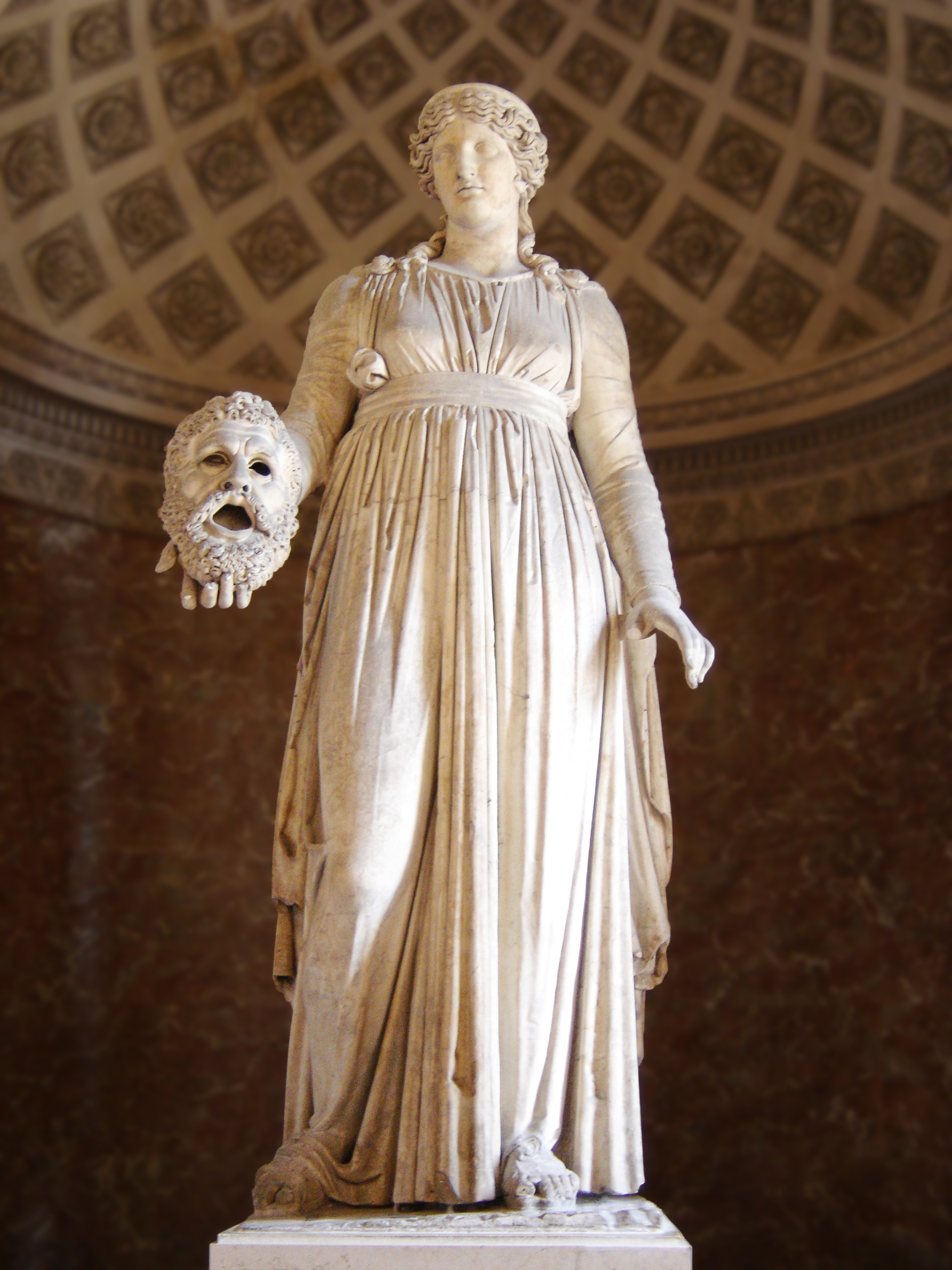
Melpómene, Louvre. La persona es una representación social del sí-mismo, extraída del término latino para "máscara". Sirve como rostro público.

Es la máscara que se antepone en nuestro desenvolvimiento social cotidiano, pudiendo estar más o menos desarrollada, y por tanto, ocultar en mayor o menor medida nuestra personalidad real. Es masculina en los hombres y femenina en las mujeres.

##### Ánima y Ánimus

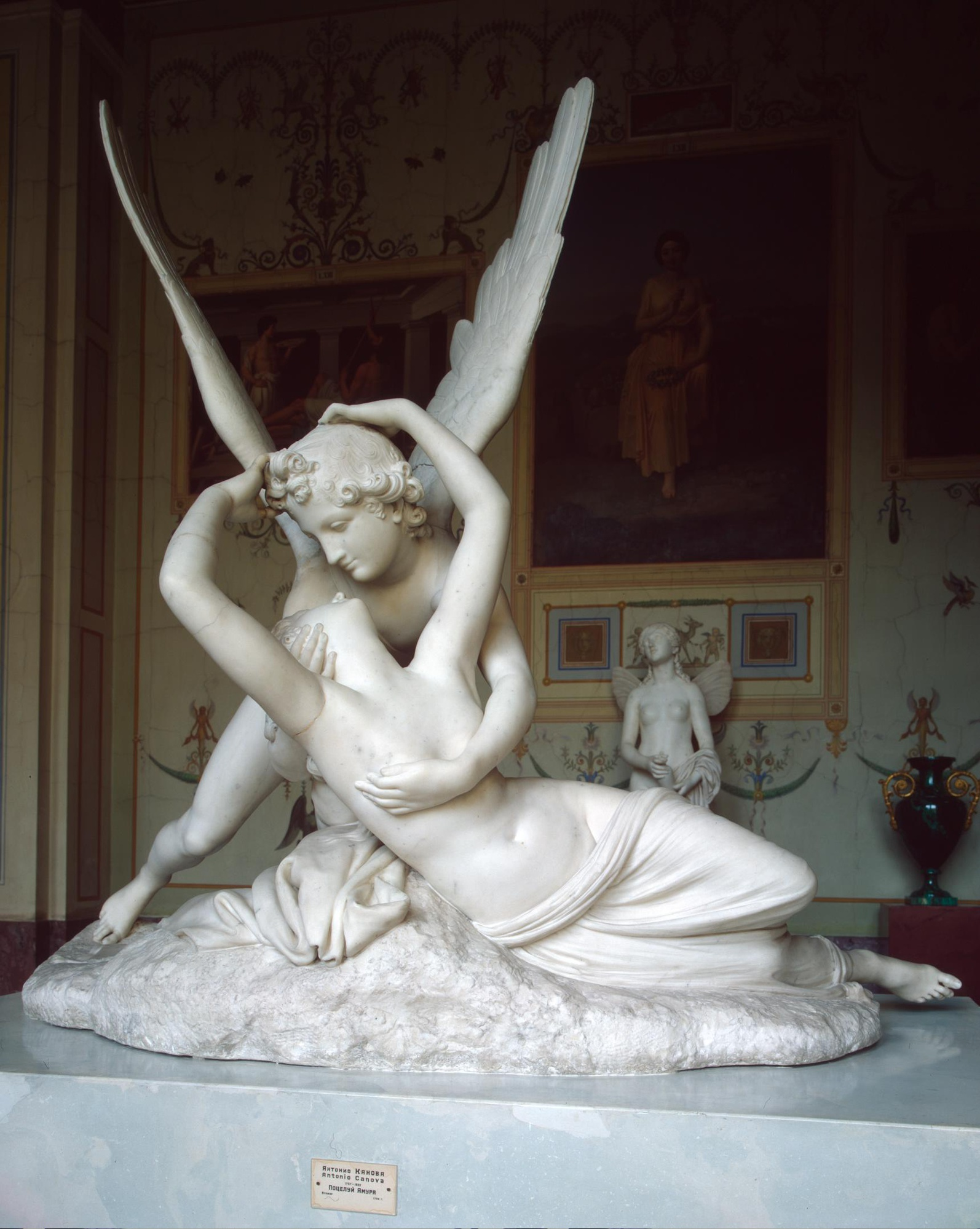
Psique reanimada por el beso del amor, Antonio Canova. Representación escultórica alusiva de la sizigia ánima & ánimus.

Estos arquetipos constituyen el reconocimiento junguiano de la bisexualidad humana.
El Ánima es el aspecto femenino presente en lo inconsciente colectivo de los hombres. Regido por su principio Eros se le suele denominar también el arquetipo de la vida.
El Ánimus es el aspecto masculino presente en lo inconsciente colectivo de las mujeres. Regido por su principio Logos se le suele denominar también el arquetipo del significado.
Contrapesando ambos al arquetipo Persona, se desarrollaron a raíz del conjunto de las experiencias establecidas entre hombres y mujeres a lo largo de todo nuestro pasado evolutivo.

##### Sombra

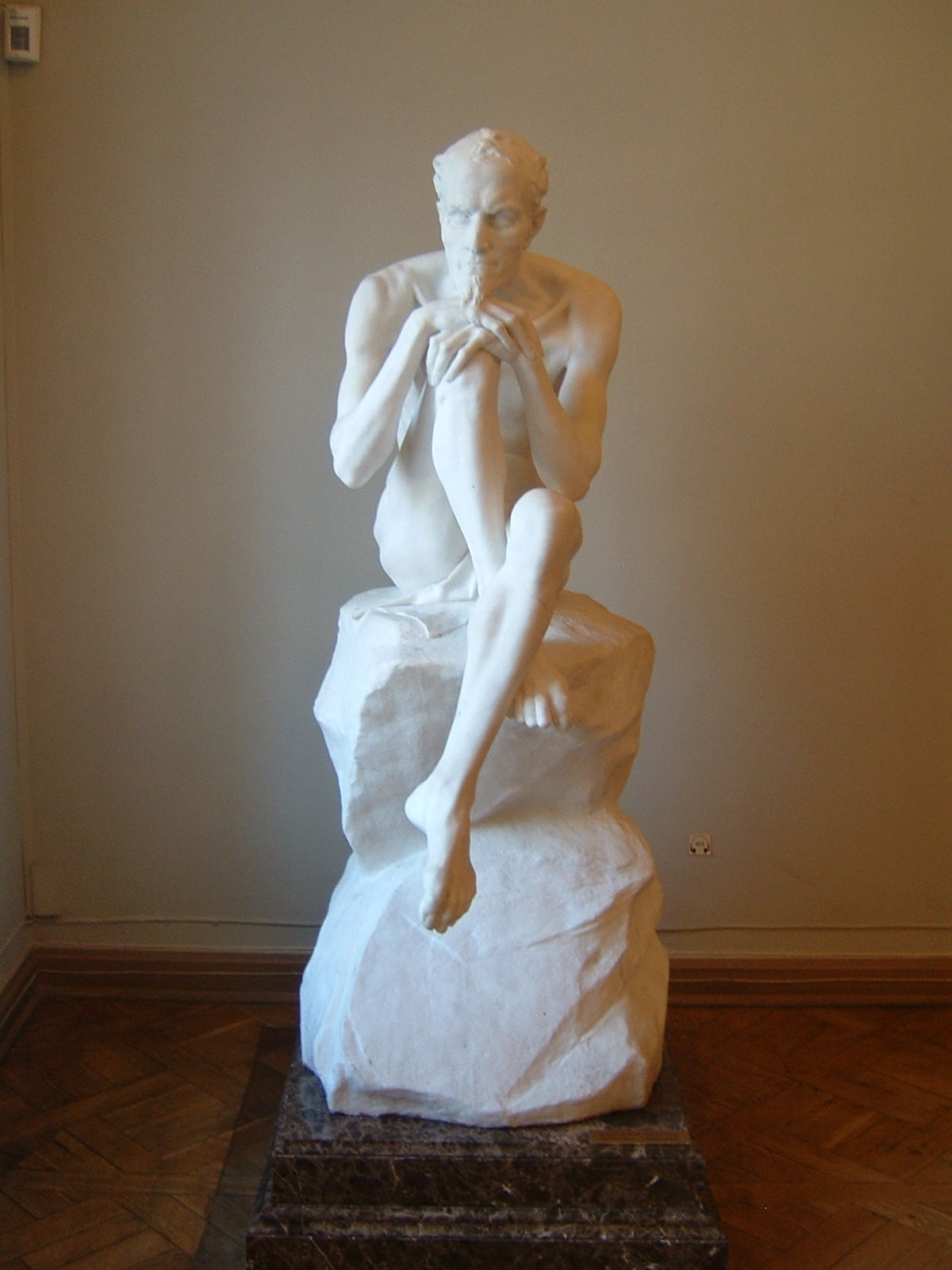
Mefistófeles, eterno antagonista y sombra de Fausto.

Representa nuestros impulsos más primitivos, los instintos animales, provenientes de los antecesores prehumanos del hombre.
Cuando dichos impulsos emprenden el camino hacia la consciencia, el Yo, de modo muy similar a la serie de mecanismos de defensa del Yo freudiano, permite o bien su expresión o, si no es pertinente, su represión posterior, con lo que a su vez se contribuye a generar contenido al inconsciente personal. Se establece así una interrelación entre inconsciente colectivo, arquetipo, yo consciente e inconsciente personal.

##### Sí-mismo

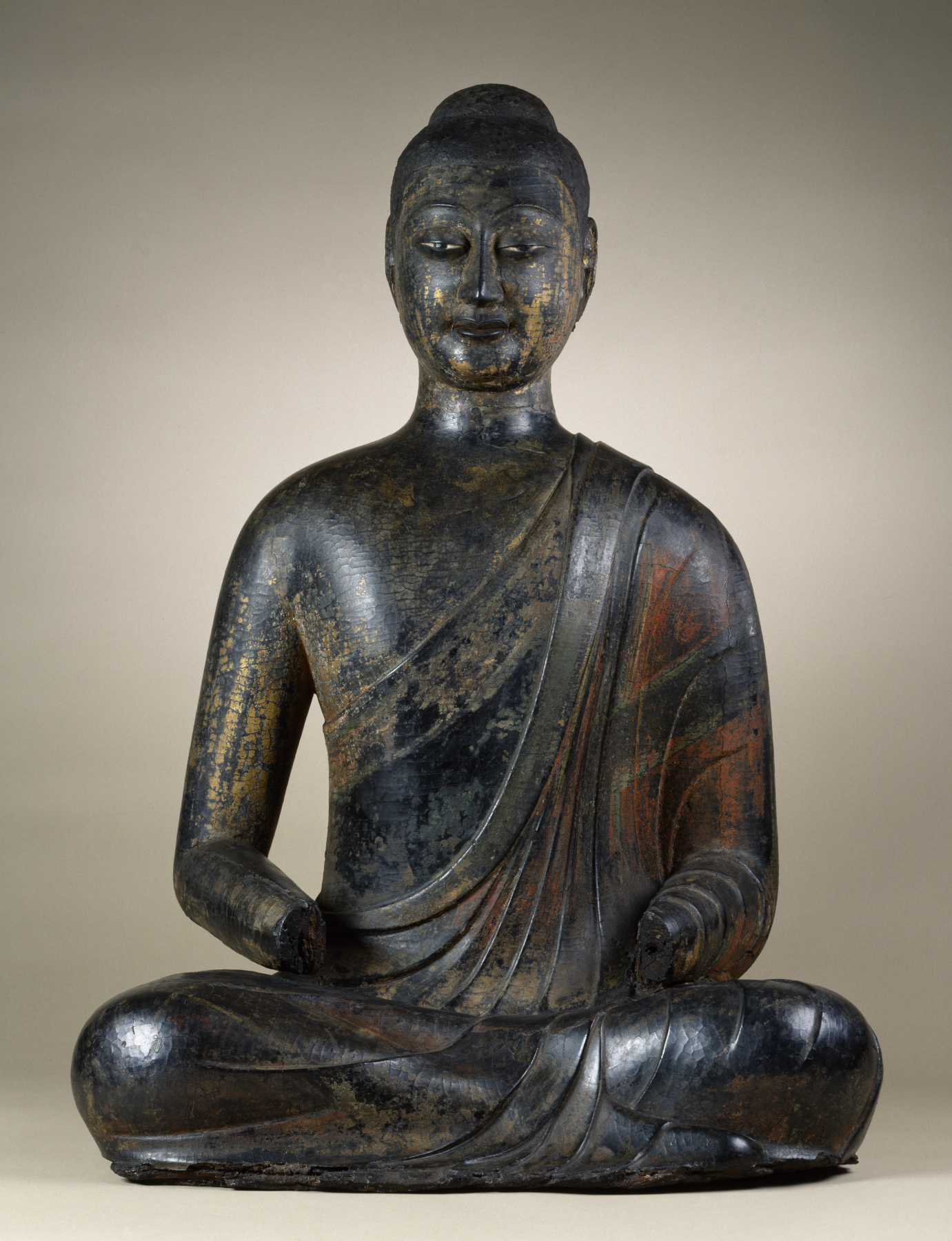
Buda, imagen arquetípica de totalidad o sí-mismo.

El arquetipo del Sí-mismo (en alemán Selbst; en inglés Self) constituye el arquetipo por excelencia, el arquetipo nuclear o central del inconsciente colectivo, el más importante de todos. Es denominado también el arquetipo de la jerarquía y representa la totalidad del ser humano y el fin último en el proceso de individuación.
Es representado simbólicamente a partir de un mandala o círculo mágico, y del mismo modo que el Yo se constituye como centro de la consciencia, el Sí-mismo lo es del ámbito que encierra la totalidad de «consciencia» e «inconsciente». Representa los esfuerzos del ser humano por alcanzar la unidad, la totalidad, la integración de la personalidad, pugnando tanto por la unidad del individuo con respecto al mundo exterior como por la unidad de sus sistemas psíquicos. Previamente a dicho proceso de integración debe establecerse una diferenciación suficiente entre los sistemas, aspecto este último que no se logra hasta la mediana edad.

### Actitudes
Las dos actitudes respecto del mundo exterior son:
1. La extraversión, que conlleva una focalización en el mundo exterior en detrimento del individuo.
2. La introversión, donde el interés recae en el individuo, pasando a un segundo plano lo externo a él.

Ambas actitudes están siempre presentes en la personalidad, manejando el Yo y el inconsciente personal actitudes opuestas, de tal modo que aquella de las dos que sea dominante producirá la represión inmediata de la segunda.
El incremento de la energía psíquica en un sistema provoca automáticamente su disminución en favor de su disponibilidad para otro sistema. Ello da lugar a que cuanto mayor sea la expresión consciente de una actitud mayor es el desarrollo inconsciente de la alternativa.

### Funciones
Al lado de estas dos formas de reacción de la conciencia ante la presencia de contenidos, existen cuatro funciones, cualquiera de las cuales puede ser dominante:
1. Pensamiento
2. Sentimiento
3. Sensación
4. Intuición

De las cuatro existe el predominio de una por predisposición natural, definida como función principal o superior, mientras las restantes quedan a nivel inconsciente. Dos de ellas, denominadas funciones auxiliares, resultan relativamente diferenciadas, mientras que la cuarta, la función de menor valor o inferior, se caracterizaría por quedar totalmente inconsciente, pudiéndose diferenciar solo relativamente, y constituyéndose como la función opuesta a la principal. Dicho antagonismo incluiría su correspondiente compensación.
Considerando las dos actitudes en combinación con las cuatro funciones, resultarían ocho variaciones tipológicas puras. Dado que esto último no prima en la realidad fáctica, nos hallamos ante formas mixtas innumerables.

## Método terapéutico

### Meta y proceso

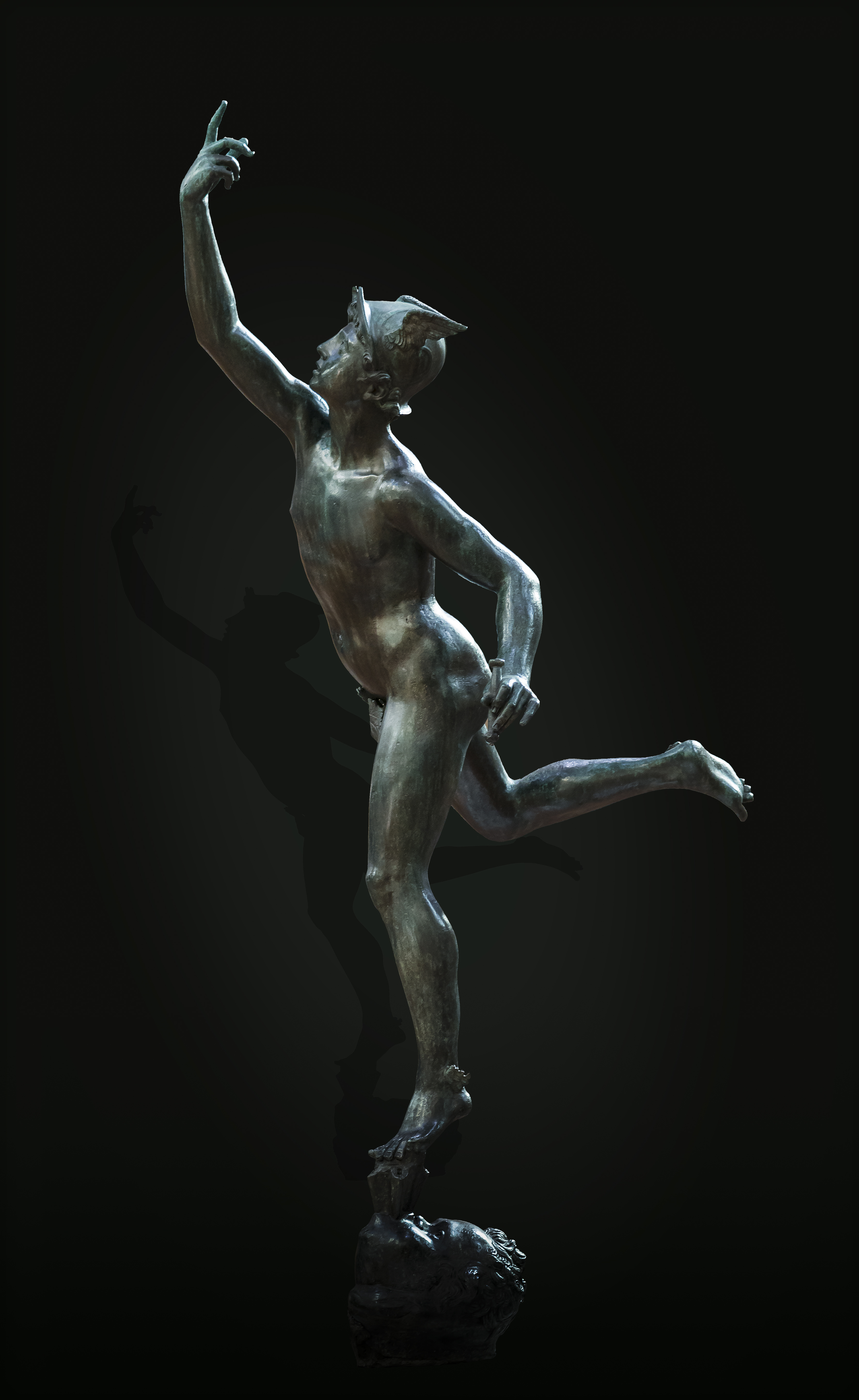
Mercurio, de Juan de Bolonia. Jung, en sus estudios, profundizó en la simbología de Hermes-Mercurio de manera especial, al ver en ella una imagen de la psique, guía del ser humano a través del inconsciente, y fuerza capaz de unir los opuestos que también están en su doble naturaleza.

El modelo psicoterapéutico junguiano se conoce también como método sintético-hermenéutico, siendo su finalidad facilitar el desarrollo del proceso de individuación o autorrealización psíquica. Toda individuación remite a la relación que se establece entre el Yo consciente y lo inconsciente colectivo a lo largo de la biografía del individuo. En cada momento de dicho proceso vital va emergiendo progresivamente el carácter propio o individualidad psíquica, personificada a través del arquetipo del Sí-mismo, yo nuclear tanto de lo consciente como de lo inconsciente colectivo, a diferencia del Yo fáctico y condicionado, circunscrito a la consciencia. Individuación significaría por tanto llegar a ser un individuo, llegar a ser uno mismo, una unidad aparte, indivisible, un Todo. El despliegue del Sí-mismo como articulación de arquetipos previamente diferenciados en el proceso de individuación es el objeto específico de la psicología analítica.
Los métodos más importantes aplicados por Jung y que definen su escuela podrían enumerarse en los siguientes:
1. El experimento de asociación de palabras que permite acceder a los complejos individuales.
2. El análisis y la interpretación de los sueños, de las visiones y de la imaginación. Ello implicaría métodos propiamente junguianos, así como la utilización de la amplificación a través de material arquetípico del simbolismo cultural e histórico general, como ayuda a las asociaciones propias del soñante. También es propiamente junguiano el análisis de series de sueños, dado que el análisis de un sueño aislado puede inducir a error.
3. El estímulo de la producción espontánea del inconsciente, en forma de palabra, signo, pintura,[45][46][47][48] baile,[49] etc.
4. La imaginación activa, que permitiría comunicarse con lo inconsciente personificando aquellas imágenes emergentes desde un estado de introspección o meditación voluntarios.[50][51]
5. El sandplay o juego de arena, creado por Dora M. Kalff.

Todo proceso de individuación conlleva la constitución y diferenciación progresivas de todos aquellos representantes psíquicos, tanto complejos como arquetipos, cuya consciencia relativa es la meta de la psicología analítica.

### Encuadre
El encuadre terapéutico en psicología analítica difiere del psicoanálisis en que no es asignable como opción la utilización del diván, sino que el paciente se sienta en una silla enfrente del psicoterapeuta. Se recomienda por tanto la situación cara a cara entre analista y paciente, con el fin de lograr la máxima simetría, así como la utilización de la imaginación activa para eludir en el paciente la penosa dependencia transferencial.
No se toma por lo tanto como referencia la relación transferencial creada por el psicoanálisis clásico para la sesión clínica, considerada por Jung «degradante para el paciente y peligrosa para el terapeuta». Obviamente, para Jung la transferencia sigue siendo el problema central del análisis, pero no comparte su praxis ortodoxa. Partiendo de sus conocimientos sobre alquimia definiría la relación terapéutica «a partir de la metáfora de dos cuerpos químicos diferentes que, puestos en contacto, se modifican mutuamente». Siendo así, la relación que se establece entre paciente y psicoterapeuta ha de ser de colaboración y confrontación mutua. Es decir, una relación bidireccional más que unívoca dado que «nadie puede llevar a otro más allá de donde él mismo ha ido».
La duración de la sesión es de una hora, dos veces por semana, que luego pasaría a ser una vez por semana, durante unos tres años de tratamiento global.

## Desarrollo posterior a Jung: los posjunguianos

C.G. Jung-Institut Zürich.

Desde la muerte de Jung en 1961 se ha producido en el campo de la psicología analítica una auténtica explosión de actividad profesional creativa. Ante dicho panorama desparramado y caótico se acuñó el término posjunguiano en un intento de equilibrar la conexión con las ideas centrales de Jung pero permitiendo y abarcando la diferenciación de cada una de las escuelas.
Durante algunos años, entre 1950 y 1975, tan solo se constataban dos escuelas en psicología analítica, una «escuela de Londres» de orientación clínica y una «escuela de Zúrich» de orientación simbólica.
A mediados de los años setenta se produjeron toda una serie de acontecimientos que invalidaron los criterios geográficos y de supuesta mutua exclusión clínico-simbólica iniciales:
1. Aumentó a nivel mundial el número de profesionales formados en la escuela de Zúrich, convirtiéndose ésta en el centro del movimiento internacional de analistas.
2. Del mismo modo, la producción de la escuela de Londres generaría aceptación más allá de su localización geográfica.
3. Y finalmente, a principios de la década de los setenta, surgiría un tercer grupo de analistas y escritores los cuales preferían referirse a su trabajo como «psicología arquetipal».

Llegado a este punto tendríamos ya consolidadas las tres escuelas nucleares en psicología analítica: clásica, evolutiva y arquetipal:
1. Escuela clásica: representada por Gerhard Adler, incluye lo que solía ser «Zúrich» y su ámbito simbólico. Procura en su trabajo una concordancia de conjunto con la metodología del propio Jung, pero abierta al cambio y a la evolución concomitante con la contemporaneidad.
 Además del propio Adler, otras autoridades relevantes serán Marie-Louise von Franz, Edward F. Edinger, Marion Woodman, Barbara Hannah, Mary Esther Harding, Daryl Sharp, Jolande Jacobi, Aniela Jaffé, Emma Jung, Carl Alfred Meier, Liliane Frey-Rohn, Mary Ann Mattoon, Polly Young-Eisendrath, Paul Brutsche, Mario Jacoby, Murray Stein, Luigi Zoja, Robert A. Johnson, June Singer, José Zavala, Jean Shinoda Bolen, Clarissa Pinkola Estés, Jules Cashford, Anne Baring, Dieter Baumann, Joseph B. Wheelwright, J.M. Spiegelman, John Layard, y otros.
2. Escuela evolutiva: desarrollada por el Dr. Michael Fordham, abarca lo que solía ser «Londres» y su carácter clínico, vinculándose al psicoanálisis actual en aspectos tales como la importancia concedida a las experiencias tempranas y al despliegue de la transferencia y contratransferencia en la sesión clínica.
 Además de Fordham, se incluyen a Erich Neumann, Andrew Samuels, Rosemary Gordon, Lambert A. Plaut y otros.
3. Escuela arquetipal: considerado James Hillman su fundador, conceden un énfasis fundamental al concepto de arquetipo como base para explorar y atender a las dimensiones profundas de todo tipo de experiencias imaginales, sean oníricas o fantaseadas.
 Aun siendo James Hillman el alma mater de la escuela, se le atribuye a veces a Rafael López-Pedraza la cofundación de esta corriente. Otros arquetipales famosos son Adolf Guggenbühl-Craig, Wolfgang Giegerich, Peter Bishop y otros.

### Criterios de definición de la psicología analítica posjunguiana
Siguiendo los criterios de definición planteados por Andrew Samuels en su ya obra referencial Jung y los post-junguianos, se considera que existen seis apartados (los tres primeros teóricos y los restantes derivados de la práctica clínica), que constituyen el campo de la psicología analítica posjunguiana, y desde los cuales poder establecer un orden de prioridades para cada escuela correspondiente:
| TEORÍA                                                        | PRÁCTICA CLÍNICA                                                 |
| ------------------------------------------------------------- | ---------------------------------------------------------------- |
| El arquetipo                                                  | Análisis de la transferencia y de la contratransferencia         |
| El sí-mismo                                                   | Vivencias simbólicas del Sí-mismo en el análisis                 |
| El desarrollo de la personalidad desde la infancia a la vejez | Elaboración de la imaginería diferenciada tal y como se presenta |

El orden de importancia concedido a cada escuela permite definir su propia idiosincrasia a la vez que ampara el marco de conjunto de lo que podríamos denominar junguiano, recordando que más allá de una exposición esquemática tipo existe una realidad dinámica y altamente compleja.
| Escuela junguiana clásica                                     | Escuela evolutiva                                             | Escuela arquetipal                                            |
| ------------------------------------------------------------- | ------------------------------------------------------------- | ------------------------------------------------------------- |
| El sí-mismo                                                   | El desarrollo de la personalidad desde la infancia a la vejez | El arquetipo                                                  |
| El arquetipo                                                  | El sí-mismo                                                   | El sí-mismo                                                   |
| El desarrollo de la personalidad desde la infancia a la vejez | El arquetipo                                                  | El desarrollo de la personalidad desde la infancia a la vejez |

| Escuela junguiana clásica                          | Escuela evolutiva                                  | Escuela arquetipal                                 |
| -------------------------------------------------- | -------------------------------------------------- | -------------------------------------------------- |
| Vivencias simbólicas del sí-mismo                  | Análisis de la transferencia y contratransferencia | Elaboración de la imaginería                       |
| Elaboración de la imaginería                       | Vivencias simbólicas del sí-mismo                  | Vivencias simbólicas del sí-mismo                  |
| Análisis de la transferencia y contratransferencia | Elaboración de la imaginería                       | Análisis de la transferencia y contratransferencia |

## Formación oficial de analistas

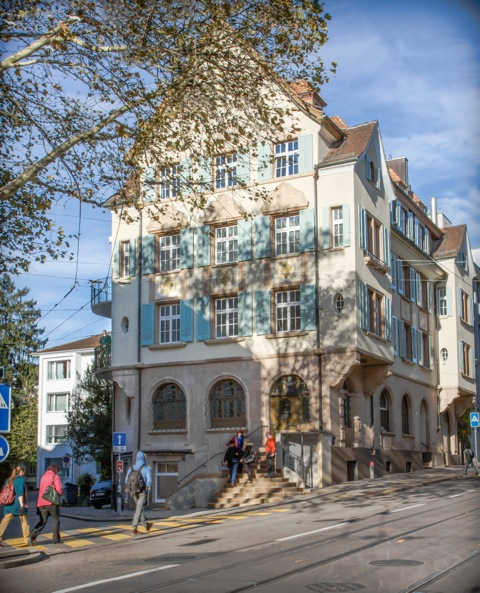
Internationales Seminar für Analytische Psychologie Zürich (ISAP Zürich).

La formación oficial de analistas reconocidos por la International Association for Analytical Psychology (IAAP) viene regulada en cada país a partir de las diferentes Sociedades que la integran a nivel internacional.
El analista junguiano formado oficialmente es un psicólogo o psiquiatra, es decir, un licenciado en psicología o medicina, que añade a su bagaje profesional y personal la interiorización de los aspectos teóricos y prácticos del modelo de la psicología analítica, junto a la experiencia del análisis personal. Se desarrolla a lo largo de un período mínimo de tres años de formación teórica, si bien la formación completa requiere también el tiempo que el candidato necesite para realizar la formación práctica, compuesta por horas de análisis, supervisiones y casos clínicos, con lo que se añadirían varios años más. Una vez superada, se obtiene la Diplomatura en Psicología Analítica, lo que implica la pertenencia automática a la IAAP.
A efectos de evitar el intrusismo profesional de los autodenominados "psicólogos junguianos" carentes de dicha formación oficial, antes de proceder a solicitar servicios psicológicos profesionales y/o académicos debe consultarse en las citadas Sociedades de cada país o en la IAAP propiamente dicha, incluyéndose los correspondientes Colegios oficiales de Psicología y/o Medicina, en los que se certificará y aclarará debidamente la pertenencia oficial y ante los cuales se podrá presentar la denuncia consiguiente.